# Confine tra Slovenia e Ungheria
Il confine tra la Slovenia e l'Ungheria descrive la linea di demarcazione tra questi due stati. Ha una lunghezza di 102 km.

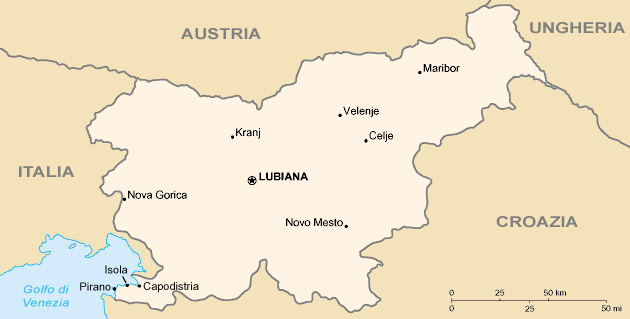
Mappa della Slovenia con i suoi confini.

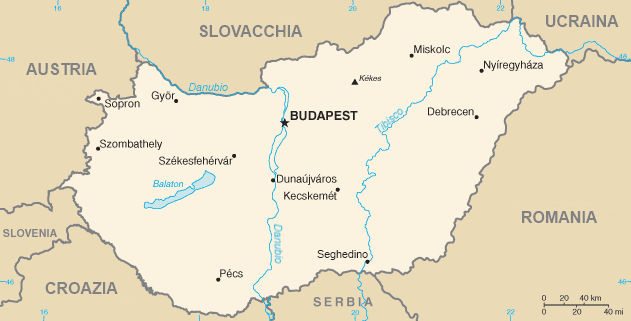
Mappa dell'Ungheria con indicati i confini.

## Caratteristiche
Il confine interessa la parte nord-orientale della Slovenia e la parte occidentale dell'Ungheria. Ha un andamento generale da nord verso sud.
Il confine inizia alla triplice frontiera tra Austria, Slovenia ed Ungheria e termina alla triplice frontiera tra Croazia, Slovenia ed Ungheria.
In Slovenia è interessata al confine la regione della Murania. In Ungheria sono delimitate dal confine le province di Vas e di Zala.